# Пјевачи с Баније
Пјевачи с Баније су бивши српски музички састав, који је изводио крајишку народну музику са подручја Баније. Састав је био мушка пјевачка група Културно-умјетничког друштва Ранко Митић из Глине.

## Историја групе
Музички састав Пјевачи с Баније био је музички састав са Баније. Састав је био мушка пјевачка група Културно-умјетничког друштва Ранко Митић из Глине. Под именом Пјевачи с Баније највјероватније су се окупили 1982. године, а затим и снимили музички албум, који је изашао у јануару 1983. године. Пјевачи с Баније су име добили по истоименој области, која представља подручје Крајине уз ријеке Уну, Саву и Глину.
Музички албум су издали у јануару 1983. године у Загребу. Чланови групе били су са простора Глине (родом из Бојне, Дабрине, Драготине и других глинских села). Чланови групе су били Слободан Цоба Вујаклија, Вујадин Мићо Гаљен, Илија Слијепчевић, Мирко Миркан Лазић, Милан Грмуша, Саво Чуле, Никола Чуле, Стојан Лукач, Стево Лукач, Станко Лукач, Стеван Лукач, Мирко Стојић и Петар Ђукић.

## Естрадна каријера

### Музички албуми
Пјевачи с Баније су музички албум издали за загребачку музичку кућу Сузи, 1983. године. Албум, који је био у формату ЛП плоче, носио је назив Банијске пјесме. Албум је имао 14 пјесама. Вокални солисти су били Слободан Вујаклија, који је био и хармоникаш и Вујадин Гаљен. Пратећи вокали били су Илија Слијепчевић, Миркан Лазић, Милан Грмуша, Саво Чуле, Никола Чуле, Стојан Лукач, Стево Лукач, Станко Лукач, Стеван Лукач, Мирко Стојић и Петар Ђукић. На овом албуму већину пјесама чине банијске ојкаче, пјесме које су типичне за Банију и Поткозарје (Рањен солдат (покрај друма), Ој, девојко, дала ми те нана, Двор далеко (а ја окаснио), Јање моје, јањешце (да л те боли срдашце), Ран', ђевојко, на воду, Кићено небо звијездама, Покошена ливада зелена).

### Чланови
- Слободан Цоба Вујаклија – Вокални солиста, хармоникаш.
- Вујадин Мићо Гаљен – Вокални солиста.
- Илија Слијепчевић – Пратећи вокал.
- Мирко Миркан Лазић – Пратећи вокал.
- Милан Грмуша – Пратећи вокал.
- Саво Чуле – Пратећи вокал.
- Никола Чуле – Пратећи вокал.
- Стојан Лукач – Пратећи вокал.
- Стево Лукач – Пратећи вокал.
- Станко Лукач – Пратећи вокал.
- Стеван Лукач – Пратећи вокал.
- Мирко Стојић – Пратећи вокал.
- Петар Ђукић – Пратећи вокал.

### Хитови
- Глина тече, Погледић се њише (1983)[1]
- Двор далеко (а ја окаснио) (1983)[8]

## Дискографија

### Албуми
- Банијске пјесме, Сузи (1983)